# バトル・マスター 究極の戦士たち
『バトル・マスター 究極の戦士たち』（バトル・マスター きゅうきょくのせんしたち、BATTLE MASTER）は、1993年11月19日に東芝EMI（現：ユニバーサルミュージック）から発売された、スーパーファミコン用対戦格闘ゲーム。またはそれを原案とした読切漫画。

## ストーリー
未来世紀2XXX年の地球。平穏に繁栄していた世界はある日、宇宙からの訪問者「ゼノ」を迎えることとなる。宇宙格闘戦士ゼノは、「私に勝てば願い事を何でも一つかなえてやる」という。世界中の腕に自信のある者たちがそれぞれの「願い」をかなえるために拳を振るい、最終的に8人に絞られることとなる。そして、ゼノとの対戦権を得るための、さらに苛烈な戦いが始まる。
漫画版では、時代設定は25XX年とされている。

## 概要
ベーシックスタイルの対戦格闘ゲームに、「ダッシュ」「バックステップ」のほか、対戦格闘ゲームとしては初の「空中ガード」「コマンド入力式の返し突き」「返し投げ」「投げ受け身」のシステムが追加されている。また、必殺技とは別に隠し技として「封印技」が存在する。これにより一人あたりの必殺技（封印技）の数が5〜7点と多い点も当時としては異例である。必殺技〜必殺技、あるいは封印技〜必殺技、封印技〜封印技といった連続技が多数存在する。

### ルール
相手の体力ゲージをゼロ、または自分のキャラクターよりも多い状態で制限時間がなくなると勝ちとなる。2ポイント先取すると試合が終了する（1PLAYERでは次の対戦相手と戦うことができる）。

### 基本操作
基本操作は十字キーでキャラクターの移動。キャラクターが相手キャラクターの左側にいる場合、6前進、66ダッシュ、4後退または立ちガード、44バックステップ、7/8/9ジャンプ（または7空中ガード）、1/2/3しゃがみ（または1しゃがみガード）、とオーソドックスな設定。
A・B・X・Y・L・Rでパンチ攻撃(弱・中・強)とキック攻撃(弱・中・強)となる。攻撃の効果も、弱攻撃＝スキが小さいが攻撃力が低い、中攻撃＝弱攻撃と強攻撃の中間、強攻撃＝スキは大きいが攻撃力が高い、と標準設定である。
ただし空中で何回でも基本技を出せたり、ダッシュ攻撃ができたりと戦術の幅は広い。また基本技の戻りモーションに攻撃判定が生きているものも存在する（使い道はないが）。

#### 基本技の応用（特殊基本操作）
特殊な基本操作を紹介。追い詰められた場合やハメ技対策として組み込まれたシステム。より高度でスピーディーな対戦が可能となった。コマンドは相手キャラクターの左側にいる場合。
- 返し突き（ガード中に412中パンチor強パンチ）：ガードをキャンセルして相手にパンチ攻撃でカウンター攻撃をする。
- 返し投げ（ガード中に478パンチ）：ガードをキャンセルして相手を強引に投げる。投げられた相手は「投げ受け身」可能。
- 投げ受け身（投げられ中に896パンチ）：空中でクルリと体勢を立て直しノーダメージで着地する。

#### 必殺技と封印技
コマンド入力+攻撃ボタンによる特殊な攻撃方法。1ヒットの飛び道具系必殺技から多段ヒットの連続技、威力の高い投げ技などバリエーションも豊富。ただし多段ヒット技はその一撃一撃が基本技の一撃と同じ扱いでカウントされるため、技が深く入った場合は気絶状態にもっていかれることがある。技によっては気絶〜気絶が可能となっている。

## タイトル画面から選べるモード

### 1PLAYER
1人プレイ専用ゲームモード。キャラクター選択画面より操作するキャラクターを選び、最終的にボスキャラクターのゼノを倒しエンディングを目指す。試合途中に「氷塊破壊」と「ドラム缶破壊」のボーナスステージがある。敗北するとコンティニュー画面に切り替わり、再戦することができる。

### V.S.MODE
2人対戦モード。お互い好きなキャラクターを選択し、その後ステージセレクトの後対戦となる。裏技を使うことでボスキャラクターのゼノを使うことができる。一度選択したキャラクターをキャンセルして別のキャラクターを選び直すことができる。

### CONFIGURATION
いわゆるオプション設定のできるモード。
- GAME LEVEL : 1PLAYERモードでのCPUの強さを決める項目。8段階から決められる。
- KEY CONFIG : パンチ、キックのボタン設定の変更。
- TIME LIMIT : ゲーム中の制限時間の有無の設定が可能。
- CONTINUE : コンティニュー回数を3〜5回に設定可能。
- SOUND : ゲームのBGM、SEを楽しめる項目。

## 登場キャラクター
翔(ショウ、Syoh)
本作の主人公的存在。日本国営の闇の防犯組織のエージェント。24歳の男性。組織の中でも気性の荒いことで有名だが、数多くの事件を解決していることでも有名。勝負事が好きでとかく格闘技において自分の上に人を立たせることを好まない。嫌いなことは「敗北」。自分が最強であることを実証するためゼノへ挑戦することを決意する。
漫画版ではショウは内閣総理大臣調査室特別防諜局の特殊部隊に所属していたがすでに引退しており、普段より通いつめているらしいロボット店長の「男の味・越後屋」で大盛りうどんをすすっている際にゼノの電波ジャック放送を見ることとなる。宇宙最強を自負するゼノを許せない性格がショウを旅立たせる（店のテレビを破壊した上に店長に借金までして）。
全キャラクターで唯一、体力ゲージの残量が発動条件となる超必殺技にあたる封印技がある。
CDのヴォイスドラマでは神谷明が演じている。
蘭丸(らんまる、Ranmaru)
ショウの幼馴染で同僚のエージェント。22歳の女性。ショウの難事件解決の多くに関わっているパートナー的存在。ショウに対して幼馴染・同僚以上の感情をもっており、幼少の頃にした約束をショウに果たさせるべく戦う。ケーキやフルーツパフェなど甘い物を好む反面、キムチのような辛いものは苦手のようである。
漫画版では中国に上陸したショウが複数のチンピラと乱闘のさなか援護する形で参戦。裏拳一発で相手をのすなど圧倒的な強さで描かれている。総合格闘術「空拳道」の総裁師範で幼少よりショウと稽古をしていた。エージェント職の経歴はない。
CDのヴォイスドラマでは椎名へきるが演じている。
チャン・スーチン(Chan Su Chin)
九龍マフィアの御曹司で中国最強の武闘家。25歳の男性。帝王学の一環で武術を体得する。さらに高みを目指すべくチベットに修行に出たときに得た秘術が魔獣の召喚である。これにより接近戦での体術、遠距離戦で魔獣召喚技とオールラウンドファイターとなる。餃子と北京ダックが好物でゴキブリは大の苦手。どうやら頭の上がらないガールフレンドがいるらしい。
漫画版ではショウと蘭丸が起こした乱闘騒ぎを召喚技「炎牙」で鎮圧。ショウと蘭丸を日本最強と判断し、自らのステップアップのためにまみえることになる。圧倒的な強さを見せるもショウのゴリ押し攻撃（V-MAX?）の前に敗れる。
CDのヴォイスドラマには妹であるチャン・リンシャンが登場する。
ジアン(Jian)
大空賊モーガンの子分。奇妙な風貌をした32歳の男性。モーガンの様な世界をまたにかける空賊になるために名声を得ようと思いついたのが、地球代表としてゼノに挑戦しボコボコに叩きのめすこと。モーガンの様な大空賊になったあかつきには、はちみつドーナッツをひたすら食べたいと夢見るスイーツ男子。クラゲが嫌い。
一見パワー系だが、素早い攻撃が得意なキャラクター。
アルティア(Altia)
アメリカ陸軍特殊戦略部隊に所属する22歳の女兵士。作戦中に重傷を負い、軍部の独断で最新鋭の生体金属サイボーグに改造されてしまう。サイボーグ化にあたって体内には重力コントローラーが埋め込まれ重力攻撃や素早い移動攻撃などが可能となる。元のサイボーグではない体に戻ることが願いである。
好きなものはホットドッグときつねうどん。嫌いなものは嘘つきと弱いやつ。
ソリッド・バディ(Solid Body)
スペースコロニーUSAの警察官でいわゆる透明人間な異星人。悪人をシバキ倒すことに生きがいを感じており、公然と暴力を振るうために警察官の職に就く。スペースコロニーは治安がよくないらしく、進んで配属している。ポリスなのに暴力のなくなる平和な世の中を嫌っている。そんな平和を嫌う彼の願いは治安の悪い世の中。
透明人間というだけでなく、手足が伸びたり重力を無視した攻撃が可能。
ワッツ(Watts)
アメリカのリバティー島で暮らす巨体のアンドロイド。元地下プロレス（パンクラチオン）の選手で次第にエスカレートするプロデューサーの命令に嫌気が差し、試合を放棄し逃亡した。そのせいもあり、権力者など「偉い人」といわれる人物を嫌う。熱心な自由の女神愛好家で月に一度の自由の女神像の掃除をとても楽しみにしている。願いはもちろん自由の女神像にお近づきになること。
ウルヴァン(Wolvan)
ルーマニア出身の狼男タイプの獣人。ただし敬虔なキリスト教徒なので悪行はしない。
ゼノ(Zeno)
最終ボス。通常では使用不可だが、裏技で対戦モードのみ使用可能。

## メディアでの扱い
発売直前から特に注目していたのが、今は廃刊になってしまっている『マル勝スーパーファミコン』（以下『マル勝SFC』）である。漫画家佐々木よしのを迎えたオリジナルストーリーを前編(第17号)・後編(第18号)にわけて掲載。また、記事特集も各キャラクターの特徴から必殺技・封印技まで基本的な連続技とあわせて紹介していた。
さらに東芝EMIよりヴォイスドラマとキャラクターテーマ曲を収録した『バトル・マスター ミュージックCD』がゲームソフトの発売からわずか5日の1993年11月24日に発売されている。ゲーム＆CDの発売を記念に『マル勝SFC』から声優の神谷明と椎名へきるのサイン入り台本が読者プレゼントで登場した。
テレビCFも放送され、すでに封印技「V-MAX」が映像として登場していた。ゼノのステージBGMがCMに起用されている。